# Conceição da Barra de Minas
Conceição da Barra de Minas es un municipio brasileño del estado de Minas Gerais. Su población estimada en 2008 por el IBGE es de 4.075 habitantes.

## Historia
La región donde hoy se localiza el municipio fue descubierta por el explorador Fernão Días Paes, que a la caza de esmeraldas, llegó hasta el lugar denominado Boa Vista. Ahí se fijó, dando inicio a los trabajos de la ganadería y de trabajos de la tierra, formando así un pequeño núcleo poblacional. Esta población, a mediados de 1725, dio inicio a los trabajos de construcción de la capilla de Nuestra Señora de la Concepción, en torno de la cual surgieron las primeras casas del actual municipio.
La historia más concreta de este municipio se remonta al siglo XVIII, cuando el pequeño Festival de Nuestra Señora de la Concepción de la Barra era apenas un punto de paso de viajantes procedentes de la región de São Paulo en dirección a São João Del Rei y también a otras partes. En 1825, el festival fue elevado a la condición de parroquia y en 1943, vio su nombre cambiado por el de Cassiterita (nombre ligado a la extracción de casiterita, muy común en la región). En 1962, la parroquia fue elevada a la categoría de ciudad.
En el plebiscito realizado en 1989, se optó por el antiguo nombre de Conceição da Barra, con el añadido de la expresión “de Minas”, para diferenciarla de un municipio homónimo del Estado del Espírito Santo. 
Algunos caserones, la Iglesia Principal de Nuestra Señora de la Concepción y la Iglesia de Nuestra Señora del Rosario son marcos de la memoria del municipio. Además de pinturas e imágenes, el ayuntamiento conserva un bonito retablo dedicado a la patrona, Nossa Senhora da Conceição.

## Economía
La principal actividad económica local gira en torno a la labor agropecuaria. Principalmente en la ganadería lechera. El municipio no posee industria, por esto la principal fuente de salario de sus moradores viene de la tierra. Plantaciones de maíz, frijol y principalmente de leche retirados en los innumerables domicilios y haciendas de la ciudad.

## Como Llegar
Existen varias formas para poder llegar a Conceição da Barra de Minas:
Belo Horizonte - BR 040 sentido Río de Janeiro, pasando por Congonhas hasta Joaquim Murtinho. Girar a la derecha en la BR 383, pasando por São Brás del Suaçuí, Laguna Dorada hasta llegar a São João Del Rei. Entrar en la BR 265 sentido Río de las Muertes y después pasar por São Sebastião de la Vitória, girar a la derecha recorriendo 12 km hasta Conceição da Barra de Minas.
Rio de Janeiro - BR 040 sentido Belo Horizonte, llegando a Barbacena, entrar a la izquierda en la BR 265 sentido Barroso, pasando por São João Del Rei, São Sebastião da Vitória y girar a la derecha, recorriendo 12 km hasta Conceição da Barra de Minas. 
São Paulo - BR 381 sentido Belo Horizonte, después pasar por la entrada de Nepomuceno, girar a la derecha en la MG 265 (salidas 678), pasando por Lavras, Itutinga, entradas para los municipios de Camargos y Nazareno. A llegar al trébol de Conceição da Barra de Minas entre la izquierda, recorriendo 12 km hasta Conceição da Barra de Minas.

## Circunscripción eclesiástica
La parroquia local pertenece a la diócesis de São João del-Rei.